# أرز (طبرستان)
أَرْز هي بليدة تاريخيَّة من أول جبال طبرستان من ناحية أرض الديلم، وبها قلعة حصينة.

## التاريخ
نقل ياقوت الحموي عن أبي سعد منصور بن الحسين الآتي في تاريخه أن قلعة الأرز بطبرستان لا يوصف في الأرض حصن يُشبهها، أو يُقاربها حصانةً وامتناعًا وانفساحًا واتساعًا، وبها بساتين وأرحية بدائرة وما يزيد على الحاجة، وينصب الفضل منه إلى أودية.

### فهرس المنشورات
1. 1 2  الحموي (1977)، ج. 1، ص. 149.

### معلومات المنشورات كاملة
الكتب مرتبة حسب تاريخ النشر
ياقوت الحموي (1977)، معجم البلدان (ط. 1)، بيروت: دار صادر، OCLC:1014032934، QID:Q114913343